# 岩手山サービスエリア
岩手山サービスエリア（いわてさんサービスエリア）は、岩手県八幡平市平笠にある東北自動車道のサービスエリア。

## 施設
供用開始当初から1990年代に入ってもしばらくの間は、レストランなどが設置されていなかった。なお、インフォメーション・FAXサービスは終了した。
上り線のフードコートを岩手県北自動車が営業しているが、当SAで休憩を行う高速バスはない。
2024年（令和6年）3月25日、上下線のフードコート・ショッピングコーナー・ベーカリーがリニューアルオープンした。

### 上り線（盛岡・仙台方面）
- 管理：ネクスコ東日本エリアトラクト[2]
- 運営：岩手県北自動車[3]
- 駐車場[3]
  - 大型 28台
  - 小型 91台
- トイレ[3]
  - 男性 大3（和式1・洋式2）・小9
  - 女性 18（和式7・洋式11）
    - 同伴の男児用 1

  - 車椅子用 1
- ガソリンスタンド（apollostation（東日本宇佐美）[3][4]、24時間）
- 給電スタンド（24時間）
- フードコート[1][3]
  - 岩手グルメ食堂「GANJUSAN」（10:00 - 20:00）
  - 麺・丼屋「RINDOU」（24時間）
  - 特設販売「東北旨いもん処」
- ショッピング（24時間）[1][3]
- ベーカリー（9:00 - 18:00）[1]
- 自動販売機
- ハイウェイ情報ターミナル
- 携帯電話充電サービス
- 郵便ポスト（大更郵便局）
- 公衆無線LANアクセスポイント（FREESPOT）

### 下り線（青森・八戸方面）
- 管理：ネクスコ東日本エリアトラクト[2]
- 運営：ナックス[5]
- 駐車場[5]
  - 大型 36台
  - 小型 91台
- トイレ[5]
  - 男性 大3（和式1・洋式2）・小9
  - 女性 18（和式7・洋式11）
    - 同伴の男児用 1

  - 車椅子用 1
- ガソリンスタンド（ENEOS（二本木油店）[5][6]、24時間）
- 給電スタンド（24時間）[5]
- フードコート[1][5]
  - いわての味処「山ろく亭」（11:00 - 20:00）
  - 麺・定食「森のめし屋」（24時間）
  - 森の中のソフトクリーム屋さん（8:00 - 20:00）

特設販売『おやつショップ おあげんせ』
- ショッピング（24時間）[1][5]
- ベーカリー（8:00 - 17:00）[1][5]
- 自動販売機
- ハイウェイ情報ターミナル
- 携帯電話充電サービス
- 郵便ポスト（大更郵便局）
- 公衆無線LANアクセスポイント（FREESPOT）

## 隣
E4 東北自動車道
(44)西根IC - 岩手山SA - (45)松尾八幡平IC